# Szivárvány kommandó
A Szivárvány kommandó Tom Clancy 1998-as regénye. A könyv John Clark, Ding Chavez és az író által kitalált nemzetközi terroristaellenes alakulat, a Szivárvány kommandó történetét meséli el.

## Cselekménye
|  | Alább a cselekmény részletei következnek! |

Az angliai Hereford bázison létrehoznak egy nemzetközi antiterrorista csapatot, melyben az amerikaiak, az angolok, a németek és a franciák vesznek részt.
Eközben egy tudós vezetésével ökoterrorista csoport alakul, akik meg akarják teljesen tisztítani a Földet az emberiség pusztításától, visszatérve az önfenntartó, vadászó szintre. Kifejlesztenek egy olyan módosított Ebola vírust, melynek a lappangási ideje 1 hónapra tolódott ki. A vírust az olimpia záróünnepségén akarják bevetni, az embereket hűsítő permettel lefújó hűsítő-kapuk vízellátó rendszerébe csempészve. Így aki a kánikulában igénybe veszi az ingyenes, és mindenhol elhelyezett hűsítő-rendszert, máris megfertőződik, és az 1 hónapos lappangás alatt emberek ezreit fertőzi tovább.
A terrorista csoport a brazil őserdőben felépít egy 200 millió dolláros, tökéletesen elszigetelt komplexumot az emberiség újrakezdéséhez. Az itt élők vadásznak, földet művelnek és készen állnak a Föld újbóli benépesítésére. A csoport tagjai tökéletesen beépültek az amerikai elnök tanácsadói körbe, illetve a hírszerzés tagjai közé is.
A terv sikerrel is járna, hiszen a csoport egyik tagja világhíres biztonsági szakember, akinek cége intézi az olimpia biztonsági szaktanácsadását, így mindenhova bejáratos. A vezető azonban elkövet egy hibát, egy volt szovjet titkosszolgálati munkatársnak, aki már több terrorista akciót megszervezett nekik, elmeséli az új világrendet, akinek ez már sok, így felkeresi a Szivárvány kommandót és kitálal.
A kommandó lerombolja a brazíliai bázist, majd a terrorista csoport tagjait meztelenül az őserdőben hagyják, hogy ha annyira természetbarátok, akkor 150 km-re van egy város, jussanak el odáig.
|  | Itt a vége a cselekmény részletezésének! |

## Idézetek
„- Egyetlen kés nélkül küld minket az őserdőbe?- méltatlankodott Henriksen.

- Pattintsanak kőből – javasolta Clark, miközben leszállt a Night Hawk. – Harmóniában akartak élni a természettel, most valósítsák meg. – Néhány másodperc múlva beszállt, és a helikopter magasba emelkedett.

Clark még utoljára lenézett, és látta, hogy lentről mindenki a Night Hawkot figyeli.

- Egy hét? – kérdezte Ding, aki végigcsinálta a legnehezebb katonai kiképzést, de nem tudta elképzelni, hogy ő túlélne egy hetet.

- Ha szerencsések – felelte Clark.”
„- John, van valamilyen információd arról, hogy visszatért valaki Brazíliából?

- Tudomásom szerint nem. A műholdas felvételek nem mutatták, hogy valaki irtja a bozótot a repülőtér környékén.

- Tehát az őserdő végzett velük?

- A természet nem érzelgős, Domingo. Nem tesz különbséget barát és ellenség között.

- Attól tartok, hogy így van – jegyezte meg Chavez. Ki tehát az emberiség igazi ellensége? Az emberiség saját maga, vélte Ding, aztán letette az újságot, és fia fényképére pillantott. A gyermeke új világban fog élni, az apja pedig a biztonságot próbálta nyújtani hozzá – neki és minden gyermeknek, akiknek fő feladatuk, hogy megtanuljanak beszélni és járni.”

## Magyarul
- Szivárvány-kommandó; ford. Tótisz András; Aquila, Debrecen, 1999
- Szivárvány kommandó; ford. Galli Péter; Reader's Digest, Bp., 2001

## Külső hivatkozások
Tom Clancy hivatalos oldala